# تشارلز برونفمان
تشارلز برونفمان هو شخصية أعمال كندي، ولد في 27 يونيو 1931 في مونتريال في كندا.

## وصلات خارجية
- تشارلز برونفمان على موقع إن إن دي بي (الإنجليزية)